# Provincia de Đắk Lắk
Dak Lak (en vietnamita: Đắk Lắk) es una de las provincias que conforman la organización territorial de la República Socialista de Vietnam.

## Geografía
Dak Lak se localiza en la región de las Tierras Altas Centrales. La provincia posee una extensión de 13.085 kilómetros cuadradosy limita al norte con la provincia de Gia Lai, al nordeste con la provincia de Phu Yen, al este con la provincia de Khanh Hoa, al sur con la provincia de Lam Dong, al sudoeste con la provincia de Binh Phuoc y al oeste con Camboya.

## Demografía
La población de esta división administrativa es de 1.710.800 personas (según las cifras del censo realizado en el año 2005). Estos datos arrojan que la densidad poblacional de esta provincia es de 130,75 habitantes por cada kilómetro cuadrado.

## Economía
El café, las frutas y el caucho desempeñan un papel importante en su economía. Recientemente, se han hecho esfuerzos para aprovechar un potencial considerable de la provincia para la generación de energía hidroeléctrica. Los Juns aprovechan el turismoa pequeña escala, ofreciendo paseos en elefante a través de las aldeas y los lagos.
- Datos: Q36690
- Multimedia: Dak Lak / Q36690